# 2017 AG13
2017 AG13 este un asteroid din apropierea Pământului, de tip Aten, care măsoară între 11 și 34 de metri. A fost descoperit de Catalina Sky Survey la 7 ianuarie 2017.
Asteroidul s-a apropiat de Pământ la 203.520 de kilometri (0,53 din distanța de la Pământ la Lună), la data de 9 ianuarie 2017, la ora 12:47 UTC. Avea viteza relativă de 15,7 km/s.